# Luís Travassos
Luís Gonzaga Travassos da Rosa  (São Paulo, 07 de  fevereiro de 1945 - Rio de Janeiro, 24 de fevereiro de 1982), foi um ativista e líder estudantil brasileiro durante a ditadura militar de 1964-1985, preso e deportado do país durante o sequestro do embaixador norte-americano Charles Burke Elbrick em setembro de 1969.
Ex-aluno da faculdade de direito da PUC-SP, integrante da Ação Popular e presidente da União Nacional dos Estudantes (1968-1969),  Travassos foi, com Vladimir Palmeira, um dos líderes e organizadores da Passeata dos 100 Mil, manifestação popular da sociedade civil contra o governo militar, realizada no centro do Rio de Janeiro  em 26 de junho de 1968, com a participação de milhares de pessoas, incluindo intelectuais, operários, profissionais liberais e religiosos.  
Em outubro do mesmo ano, comandou a resistência dos estudantes da Faculdade de Filosofia da Universidade de São Paulo, durante os ataques de estudantes da Universidade Mackenzie ligados ao CCC. Travou-se então uma verdadeira batalha campal na rua Maria Antônia. O prédio da Faculdade de Filosofia foi apedrejado e incendiado. Um estudante secundarista, José Guimarães, aluno da terceira série ginasial (atual sétima série do primeiro grau) do Colégio Marina Cintra, foi alvejado e morto por um atirador postado no teto do Mackenzie . 
Ainda no mês de outubro, seria realizado o XXX Congresso da UNE, num sítio próximo ao município de Ibiúna, interior de São Paulo. Durante o congresso, Travassos e mais oitocentos estudantes foram presos, numa operação chefiada pelo delegado do DOPS José Paulo Bonchristiano   e coronel Divo Barsoti, comandante do 7º Batalhão  da Força Pública, sediado em Sorocaba.
Preso  por atividades consideradas subversivas ao regime, Travassos acabou sendo banido do Brasil, em setembro de 1969, juntamente com outros 14 presos políticos, entre eles José Dirceu,  em troca da libertação do embaixador dos Estados Unidos, Charles Burke Elbrick, sequestrado no Rio de Janeiro por guerrilheiros da Ação Libertadora Nacional (ALN) e do Movimento Revolucionário 8 de Outubro (MR-8).
Após dez anos de exílio em Cuba e na Alemanha, Luís Travassos retornou ao Brasil dois meses depois da publicação da Lei da Anistia, em 1979. Passou a trabalhar como tradutor de alemão. Ele ingressou no Partido dos Trabalhadores (PT) ao retornar do exílio. 
Morreu no Rio de Janeiro, aos 37 anos, vítima de um acidente automobilístico ocorrido no aterro do flamengo, na Glória, em que a Brasília dirigido por Aloizio Mercadante (seu amigo com quem morava a época) foi fechada por um Chevette que fugiu do local.  